# 池田依來沙
池田依來沙（日语：／ Ikeda Elaiza，1996年4月16日—），日本女演員、模特兒，在菲律賓出生的日菲西混血兒（父親是日本人，母親是菲律賓及西班牙混血），出身自福岡縣。隸屬於經紀公司Ever Green Entertainment旗下。池田曾於2009年成為《nicola》的專屬模特兒，后於2013年4月離開該雜誌，轉往《CanCam》當專屬模特兒。

## 人物
左撇子。 热爱阅读，曾在学校担任过图书馆委员。渴望成为一名作家。最喜欢的作家是寺山修司。

## 簡歷
2019年5月20日，池田確診患上德國麻疹，需停工一星期休養。
2019年9月，池田接受香港《蘋果日报》访问时，她自爆拍《贞子》时曾遇到鬼压床的恐怖经历。

## 出演

### 電影
- 俏妞出招（2011年）：飾演 竹本（打壘球的國中學妹）
- 絕叫學級（2013年）：飾演 增田彩華
- 我們都是超能力者（2015年）：飾演 平野美由紀，主演[5]
- 狼少女與黑王子（2016年）：飾演 手塚愛姬
- ReLIFE（2017年4月15日）：飾演 狩生玲奈
- 壓軸女孩（日语：トリガール!）（2017年9月1日）：飾演 島村和美
- 禮尚吻來（日语：一礼して、キス）（2017年11月11日）：飾演 岸本杏，主演
- 一夜再成名[注 1]（2017年）[6]
- 櫻桃男孩（2018年2月17日）：飾演 釋笛子，主演
- 伊藤君A to E（日语：伊藤くん A to E）（2018年）：飾演 相田聰子
- 鄰座的怪同學（2018年4月27日，東寶）：飾演 夏目朝子[7]
- 淨化萬事屋（日语：ルームロンダリング）（2018年）：飾演 八雲御子，主演
- 陽光姊妹淘（2018年8月31日，東寶）：飾演 奈奈 [8]
- 億男（日语：億男#映画）（2018年10月19日，東寶）：飾演 あきら[9]
- 狂賭之淵（2019年5月3日，GAGA（日语：ギャガ））：飾演 桃喰綺羅莉[10]
  - 狂賭之淵Part2（暫定名稱）（2021年預定）[11]
- 貞子：起源（2019年5月24日，KADOKAWA）：飾演 秋川茉優，主演[12]
- 靠北少女（日语：一度死んでみた）（2020年3月20日，松竹）：飾演 [13]
- 錯視畫的利牙（2020年6月19日，松竹）：飾演 城島咲[14]

### 電視劇
- JK是雪女（日语：JKは雪女）（2015年9月28日－10月19日，MBS）：飾演 明洞院朱音
- SHIBUYA零丁目（日语：SHIBUYA零丁目）（2016年4月24日，富士電視台）：飾演 ，主演
- 只要有北齋和飯（2017年1月23日－3月13日，MBS）：飾演 有川絢子
- 伊藤君A to E（日语：伊藤くん A to E）（2017年8月16日－10月4日，TBS/ 8月21日－10月2日，MBS）：飾演 相田聰子
- 我在麻理體內（日语：ぼくは麻理のなか）（2017年10月17日－12月5日，富士電視台）：飾演 吉崎麻理，女主角
- 旅行者 touristツーリスト 第2話 台北篇（2018年10月1日，TBS × 東京電視台 × WOWOW）：飾演 津野森穗花
- 淨化萬事屋（日语：ルームロンダリング）（2018年11月5日－11月26日，MBS/ 11月7日－11月28日，TBS）：飾演 八雲御子，主演[15]
- 設計師 澀井直人的休假（日语：デザイナー 渋井直人の休日） 第3話（2019年2月1日，東京電視台）：飾演 京川夢子[16]
- 兩個祖國（日语：二つの祖国）（2019年3月23日・24日，東京電視台）：飾演 井本廣子[17]
- 狂賭之淵 第二季（2019年4月1日－4月29日，MBS）：飾演 桃喰綺羅莉[10]
- 左撇子艾倫（2019年10月21日－12月23日，MBS）：飾演 ，主演[18]
- 華麗追隨（2020年2月27日，Netflix）：飾演 百田夏目
- 今日的貓村小姐（2020年4月8日－9月17日，東京電視台）：飾演 犬神尾仁子[19]
- 在名建築物享用午餐（日语：名建築で昼食を）（2020年8月16日－10月18日，東京電視台）：飾演 春野藤，主演
  - 在名建築享用午餐 大阪篇（2022年8月17日－9月22日，東京電視台・大阪電視台）
- 不工作的人們（日语：働かざる者たち）（2020年8月27日－10月1日，東京電視台）：飾演 川江奈奈[20]
- 夢見了那個女孩（日语：あのコの夢を見たんです。） 第10話（2020年12月5日，東京電視台）：飾演 池田依來沙（本人）[21]
- 古見同學有交流障礙症（2021年9月6日－11月1日，NHK綜合）：飾演 古見硝子，女主角
- 津田梅子：成為鈔票的留學生（2022年3月5日，朝日電視台）：飾演 山川捨松
- 多龍芝（2022年10月7日－12月16日，WOWOW）：飾演 泥川七音，主演
- 祈願病歷表～研修醫的解謎診察紀錄～（2022年10月8日－12月17日，日本電視台）：飾演 曾根田綠
- 世界奇妙物語 夏之特別篇2023「視線」（2023年6月17日，富士電視台）：飾演 新谷杏奈，主演[22]
- 編舟記（2024年2月18日－4月21日，NHK BS、NHK BS Premium 4K）：飾演 岸邊綠，主演
- 地面師（2024年7月，Netflix）：飾演 倉持
- 海中沉睡的鑽石（2024年10月20日－12月，TBS）：飾演 リナ（Rina）[23]

## 書籍

### 模特書
- 「@elaiza_ikd」（2014年10月11日，小學館）ISBN 9784091037534
- 「@elaiza_ikd LEVEL19→20」（2016年4月16日，小學館）ISBN 9784091037794

### 月曆
- 池田依來沙2017年月曆 壁掛式（2016年8月31日、ハゴロモ）ASIN B01KSWHZUC
- 池田依來沙2018年月曆 壁掛式（2016年8月17日、ハゴロモ）ASIN B074PY5HMF
- 池田依來沙2019年月曆 壁掛式（2016年10月20日、ハゴロモ）ASIN B07GJGWGTM

### 雜誌
- nicola（日语：ニコラ (雑誌)） （2009年10月號－2013年5月號，新潮社）：專屬模特兒
- CanCam（2013年6月號－2018年3月號，小學館）：專屬模特兒
- 達文西（日语：ダ・ヴィンチ）「七人のBookWatcher」（2016年10月號－2018年10月號，KADOKAWA）

### 寫真集
- pinturita（2019年5月31日，集英社）ISBN 978-4087808667

### 來源
1. ↑  . modelpress. 2015-06-25  [2015-10-14]. （原始内容存档于2015-12-29） （日语）.
2. ↑  . 體育日本. 2013-05-03  [2015-10-14]. （原始内容存档于2020-01-30） （日语）.
3. ↑  確診德國麻疹　池田依來沙停工搵貞子代宣傳
4. ↑  . Apple Daily 蘋果日報.   [2020-09-15]. （原始内容存档于2021-06-21） （中文（香港））.
5. ↑  . Oricon. 2015-04-25  [2015-10-14]. （原始内容存档于2020-11-30） （日语）.
6. ↑  . 池田エライザ官方blog. 2016-09-23  [2018-11-13]. （原始内容存档于2018-11-13） （日语）.
7. ↑  . modelpress. 2017-11-15  [2018-11-13]. （原始内容存档于2018-11-13） （日语）.
8. ↑  . modelpress. 2018-01-31  [2018-11-13]. （原始内容存档于2018-09-27） （日语）.
9. ↑  . modelpress. 2018-03-05  [2018-11-13]. （原始内容存档于2018-11-13） （日语）.
10. 1 2  . modelpress. 2018-11-13  [2018-11-13]. （原始内容存档于2018-11-13） （日语）.
11. ↑  . ORICON NEWS. 2020-08-29  [2020-08-29]. （原始内容存档于2020-08-31） （日语）.
12. ↑  . modelpress. 2019-02-08  [2019-02-08]. （原始内容存档于2019-02-09） （日语）.
13. ↑  . ORICON NEWS. 2019-11-02  [2019-11-02]. （原始内容存档于2021-01-14） （日语）.
14. ↑  . NATALIE. 2020-01-15  [2020-01-15]. （原始内容存档于2021-01-16） （日语）.
15. ↑  . modelpress. 2018-09-19  [2018-11-13]. （原始内容存档于2018-10-07） （日语）.
16. ↑  . modelpress. 2018-12-20  [2018-12-21]. （原始内容存档于2018-12-21） （日语）.
17. ↑  . ORICON NEWS. 2019-02-20  [2019-02-20]. （原始内容存档于2019-02-20） （日语）.
18. ↑  . ORICON NEWS. 2019-09-08  [2019-09-08]. （原始内容存档于2019-12-19） （日语）.
19. ↑  . ORICON NEWS. 2020-03-19  [2020-03-19]. （原始内容存档于2020-07-30） （日语）.
20. ↑  . Natalie. 2020-08-05  [2020-08-06]. （原始内容存档于2020-10-11） （日语）.
21. ↑  . ORICON NEWS. 2020-09-09  [2020-09-09]. （原始内容存档于2020-09-09） （日语）.
22. ↑  . Eiga Natalie. 2023-05-20  [2023-05-20]. （原始内容存档于2023-05-26） （日语）.
23. ↑  . ORICON NEWS. 2024-08-18  [2024-08-18]. 原始内容存档于2024-08-21 （日语）.

## 外部連結
- 官方網站 （页面存档备份，存于）（日語）
- 官方部落格 （页面存档备份，存于）（日語）
- CanCam介紹頁面（日語）
- 池田依來沙的Instagram帳戶
- 池田依來沙的X（前Twitter）